# Phellandrium plinii
Phellandrium plinii är en flockblommig växtart som beskrevs av Pietro Bubani. Phellandrium plinii ingår i släktet Phellandrium och familjen flockblommiga växter. Inga underarter finns listade i Catalogue of Life.